# Чемпионат Африки по хоккею на траве среди мужчин 2009
Чемпионат Африки по хоккею на траве среди мужчин 2009 — 8-й розыгрыш чемпионата по хоккею на траве среди мужских команд. Турнир прошёл с 10 по 16 июля 2009 года в городе Аккра (Гана). В турнире приняло участие 4 сборных. Одновременно там же проводился и чемпионат среди женских команд.
Чемпионами в 5-й раз в своей истории стала сборная ЮАР, победив в финале сборную Египта со счётом 3:1. Бронзовым призёром стала сборная Ганы, обыгравшая в матче за 3-е место сборную Нигерии со счётом 3:2 в овертайме.
Чемпионат также являлся квалификационным турниром для участия в чемпионате мира 2010. Путёвку на чемпионат получала одна команда — победитель турнира; соответственно, её получила сборная ЮАР.

## Результаты игр
Время начала матчей указано по UTC±00:00

### Групповой этап
| Команда | И | В | Н | П | ГЗ | ГП | +/- | Очки |
| ------- | - | - | - | - | -- | -- | --- | ---- |
| ЮАР     | 3 | 3 | 0 | 0 | 18 | 0  | +18 | 9    |
| Египет  | 3 | 1 | 1 | 1 | 3  | 4  | −1  | 4    |
| Нигерия | 3 | 1 | 0 | 2 | 3  | 11 | −8  | 3    |
| Гана    | 3 | 0 | 1 | 2 | 2  | 11 | −9  | 1    |

     Проходят в финал
     Проходят в матч за 3-4 место

### Плей-офф

#### Матч за 3-е место
| 15 июля 2009 | \| Гана \| 3 – 2 д.в. \| Нигерия \| | .       |
| Гана         | 3 – 2 д.в.                          | Нигерия |

#### Финал
| 16 июля 2009 | \| ЮАР \| 3 – 1 \| Египет \| | .      |
| ЮАР          | 3 – 1                        | Египет |

## Итоговая таблица
| Место | Сборная |
| ----- | ------- |
| 1     | ЮАР     |
| 2     | Египет  |
| 3     | Гана    |
| 4     | Нигерия |